# トーステン・ポール
トーステン・ポール（Thorsten Pöhl、1963年 - ）は、ドイツ連邦共和国の実業家。ベーリンガーインゲルハイム上級副社長等を経て、日本ベーリンガーインゲルハイム代表取締役会長、エスエス製薬代表取締役会長、欧州製薬団体連合会会長などを歴任した。

## 人物・経歴
ドイツ連邦共和国ノルダーナイ島生まれ。1992年ヴェストファーレン・ヴィルヘルム大学経営学修士課程修了。1993年ベーリンガーインゲルハイム入社。ベーリンガーインゲルハイム ブラジル 医薬情報担当者、プロダクトマネージャーなどを経て、1996年ベーリンガーインゲルハイム リージョナル・ビジネス・マネージャー（ブラジル・アルゼンチン・チリ担当）。1998年ベーリンガーインゲルハイム リージョナル・ビジネス・マネージャー （アメリカ合衆国・カナダ・メキシコ担当）。2001年ベーリンガーインゲルハイム エクアドル 社長兼CEO。2005年ベーリンガーインゲルハイム ノルウェー 社長兼CEO。2007年ベーリンガーインゲルハイム メキシコ マーケティング&営業統括。2008年ベーリンガーインゲルハイム メキシコ 社長兼 CEO。2010年ベーリンガーインゲルハイム タレントマネージメント担当上級副社長。2013年ベーリンガーインゲルハイム スペイン 社長兼CEO。2016年ベーリンガーインゲルハイム ジャパン代表取締役社長、日本ベーリンガーインゲルハイム代表取締役会長、エスエス製薬代表取締役会長、ベーリンガーインゲルハイム ベトメディカ ジャパン代表取締役会長、ベーリンガーインゲルハイム製薬代表取締役会長。2017年メリアル・ジャパン取締役、欧州製薬団体連合会副会長。2020年欧州製薬団体連合会会長。同年退任。